# Corel Photo-Paint
Corel Photo-Paint es un programa informático de edición de gráficos rasterizados, o también llamados imágenes de mapa de bits, que viene incluido en el suite de aplicaciones conocida como CorelDRAW Graphics Suite de la corporación Corel. Las funciones y herramientas de este editor de imágenes incluyen:
- Entorno de trabajo.
- Tratamiento de tipografías.
- Tratamiento y ecualización de color.
- Filtros creativos (acepta filtros de Photos locas.
- Manejo de plugins de terceras compañías (compatibles con Photoshop).
- Herramientas de pinceles texturizados rápida y altamente configurables.
- Herramienta de clonación.
- Herramientas de retoque de imagen (difuminación, cambio de matiz, cambio de color, rango de saturación, etc).

Las características destacables de este programa están en el equilibrio entre rapidez y versatilidad en comparación a otras opciones. Su interfaz es altamente personalizable y su rendimiento y productividad están entre los más altos del mercado, junto con sus equivalentes Photoshop de Adobe y Paint Shop Pro, también de la firma Corel.
Puede utilizarse en complemento con Corel Draw u otros programas incluidos en la suite. Abarca tareas desde recortar imágenes hasta potentes tareas de diseño profesional.
Desde la edición 13 de Corel Graphics Suite no tiene versión para Macintosh.